# 逆向誘拐
《逆向誘拐》，是香港作家文善於2013年出版的新本格派推理小說。故事主題是商業犯罪，講述投資銀行的機密文件遭到「綁架」，而隨著刑警調查揭露了金融界和資本主義的陰暗面，以及探討網路和商業科技會帶來的可能性和隱患。該作曾奪得第三屆島田莊司推理小說獎首獎，並由皇冠文化在台灣出版。
《逆向誘拐》分別於2017和2019年翻譯成日語和韓語，以及在2018年被改編成同名電影，由黃浩然執導，吳肇軒、蘇麗珊和邵仲衡主演。文善亦分別於2018年和2022年推出前傳短篇小說《逆向大盜》和續作《逆向童謠》。

## 情節
於投資銀行A＆B工作的植嶝仁早上上班時被同事石小儒搭話，並借故拿走了他的電話。A＆B副總裁約翰・柏克隨後收到一封勒索信，內容指該銀行為科技企業龍頭昆恩達斯融資的相關文件全部被黑客「綁架」，要求A＆B準備10萬元贖金和在指定時間點開附件。約翰遂找了任職刑警的高中同學唐輔幫忙，希望能低調處理事件。唐了解事件後，認為銀行中有內鬼，於是要求約翰、接觸過文件的植嶝仁和融資團隊的五名成員在繳交贖款前先到安全屋隔離並接受調查。然而，融資團隊成員牧野遲遲未有上班，出現後僅指他早上去了唐人街購買結婚戒指。但由於他能提供不在場證明，唐輔未有多加追問。
由於昆恩達斯即將收購手機生產商夫路兹並推出虛擬網路平台CHOK，眾人只好在安全屋中繼續遙距準備融資計劃的文件，而唐輔則派手下調查各人的活動紀錄，當中發現有人一直在追蹤植的電話訊號，但植稱自己遺失了手機，引起了唐的懷疑。然而，當他在查閱眾人的入職資料時，發現植的推薦人竟然是A＆B總裁本人，令他一頭霧水。同時，植對最後用過他手機的石小儒起疑，因此主動與她聊天套話，但石沒有表現出任何異常。隨後，約翰和唐輔一同前往昆恩達斯總部，向該公司的總裁卡羅斯報告事件。卡羅斯懷疑綁匪是早前因理念分歧而鬧翻離職的電腦工程師達素。同時，植訛稱收到一個來自公司系統外的電郵，試圖引出內鬼。石沒有任何反應，反而是牧野顯得有點慌張。而唐輔從手下口中得知植的舉動後，相信他不是內應。眾人又在指定時間點開了電郵附件，看到綁匪要求他們在網購平台購買綁匪準備的二百盒玉米片的指示。牧野隨即表示他有該平台的帳號且在戶口內有十萬元，旋即便按指示購買玉米片。與此同時，唐輔的手下查到牧野在離開唐人街後並未有立即回到公司，而是先到了一家商務飯店。
唐遂訛稱在A＆B大堂逮到可疑人物，然而石竟然開始緊張起來。植認為她終於露出馬腳。與此同時，刑警們找到達素，他因母親進行手術而在勒索信發出前已經一直待在醫院。唐很快確認他並非綁匪，遂詢問他的離職原因。達素指公司高層嚴重低估了CHOK的不穩定性，該網路平台擁有強大的動員力，應該多加規管避免不法之徒濫用，同時善用平台作為監察當權者的工具，但他的意見被完全無視。隨後，石稱在洗手間裡撿到植的手機，然而植僅看到一張偷拍他睡覺的照片後手機便被強制重設。眾人按照指示點開最後一個附件。該附件要求他們到附近交收玉米片，但中途有綁匪的同黨試圖阻止他們，然而他們在火車站又遇上了由惡作劇證券號召的群眾，並靠混入人群脱身，成功回到銀行總部。他們又按照指示排列玉米片盒，得出「4:15 CAUTION」的字樣。唐以為盒中裝的是炸彈，急忙疏散眾人，但原來放在盒內的只是舊式鬧鐘。中途石因斷了高跟鞋根而掉隊，但因情況混亂只有植注意到她短暫失蹤。綁匪隨後傳來電郵，表示整場綁架已經結束，並歸還相關文件。由於銀行沒有任何損失，唐輔在約翰的威脅下草草結案。
然而，植在回家與父親見面後，才發現原來真正綁架的對象是他本人。石趁眾人被關在安全屋無法與外界聯絡時，向植的家人訛稱綁架了植，定時偷拍他的睡相傳給他的家人，並要求他們在玉米片盒中放入由牧野高價轉售的鑽石作贖金。植與石見面，詢問她這樣做的理由，石僅回答因為她覺得很有趣。

## 主要角色
- 植嶝仁：香港富商之子，大學畢業後家人為了維護家族形象而強迫他在T市A＆B投資銀行的IT部門工作[3]。
- 石小儒：移居T市的華人，初級金融分析師，融資小組的五人之一，年輕可愛但城府極深，胸懷大志且希望能改變世界[3]。
- 唐輔：移居T市的華人，高級刑警，負責調查「綁架」案[4]。
- 約翰·柏克：A＆B高級副總裁，唐輔的高中同學[5]。
- 杰克·牧野：融資小組的五人之一，移居T市的日本人，聰明而且敢於冒險的人才，但因入行時遇著金融海嘯而屈屈不得志[3]。
- 艾蓮·基爾：融資小組的二把手，精明能幹且人脈極廣[6]。
- 朗奴：融資小組的五人之一，神經質且缺乏自信，但實際上工作能力不俗[3]。
- 保羅·舒默：男刑警，唐輔的下屬，沒有查案經驗的菜鳥[6]。
- 亞雪妮：女刑警，唐輔的左右手[6]。
- 達素·撒勤：前昆恩達斯電腦工程師，曾參與CHOK的設計，但因與其他管理層理念不合而辭職[3]。
- 卡羅斯·利爾：昆恩達斯行政總裁。

## 創作

### 寫作背景
作者文善於1995年跟隨家人移居加拿大，她雖然認為自己的個性較為貼合加拿大的文化和價值觀，但因語言不通等問題而無法適應當地生活，亦受到思鄉情緒困擾，令生活並不如意。由於難以結識朋友以及缺乏其他娛樂，文善經常在假日跟隨父母到圖書館，但亦因此對推理小說產生興趣，且希望撰寫以移民為題材的小說，探討旅居外國的香港人會面對的問題，例如歧視和文化差異，遂開始嘗試寫作。文善選擇以中文入文，除了避免淡化她的華人背景，她也希望她的作品能夠讓華人看得明白。她隨後曾兩度投稿至島田莊司推理小說獎，兩部參賽作品分別題為〈瑪門〉和〈多馬〉，均是以移民為題材。她指她初時是以鬧著玩的心態參加比賽，但在吸收了前兩次的投稿經驗後，她希望能寫出具有她個人風格的小說。因此文決定以自己作為故事主角的原型，以一名任職金融業的移民港人為主角，並萌生了創作《逆向誘拐》的念頭。2013年，文善一邊上班一邊利用工餘時間寫作，並在同年完成該小說。她隨後投稿至第三屆島田莊司推理小說獎，最終從三十三部作品脫穎而出，與台灣作家胡杰的《我是漫畫大王》共同奪得首獎。

### 設定及靈感來源
在設定方面，《逆向誘拐》的故事是在虛構的T市發生，該地的創作原型為加拿大多倫多，當中保留了部份在現實中發生的歷史事件，例如2007年－2008年環球金融危機。但故事發生的時間點是在這些事件的一段時間之後，小說中的T市已經安然渡過了金融危機，並且加入作者對未來的猜想，因此T市已經從金融海嘯完全復蘇，而業界已將發展重心轉移到金融科技上，例如資產證券化已變得普及。故事中出現的科技龍頭企業昆恩達斯（Quintess）是影射社群網路服務商Facebook，而與其合作的夫路兹（Fruit）是影射手機生產商蘋果公司，昆恩達斯併購夫路兹的計劃是在影射和諷刺現今的科技企業霸權。故事中的CHOK系統和流通的K Points則是如Libra等加密貨幣與如Apple Pay等手機電子支付平台的混合概念，該系統的運作形式與英國獨立單元劇《黑鏡》第三季〈急轉直下〉一集中的社交評級平台類似。而投資銀行A＆B面對綁架案的應對方式則是批判現今西方金融界只著重謀利的投機心態。
而在創作題材方面，書名《逆向誘拐》中的「誘拐」一詞在日語中是「綁架」的意思，而「逆向」則是暗示故事提供的線索和引導的方向實際上都是相反的，文善曾表示她選擇以此為題是因為覺得很「有型」。另一方面，文善選擇以商業科技和金融犯罪作為寫作題材是受到美國財經作家麥可·路易斯的啟發，而由於她的正職是一名會計師，因此她亦在故事中加插了不少與金融相關的專業知識。她認為由於香港是商業城市，因此讀者會對此主題較為熟悉。此外，故事中的兩名主角植嶝仁和石小儒均是移居T市的香港人，並於當地的銀行工作，創作原型為移居了加拿大並曾於當地銀行工作的文善本人。部份角色在外地旅居和工作的情境，例如故事主角與不同種族的同事一起工作和女性在職場上面對玻璃天花板等問題，均是改編自作者的自身經歷。而故事中的犯罪手法和動機則是從《控制》等北美電影中取得靈感。

### 寫作風格
文善自幼喜歡東野圭吾、島田莊司、綾辻行人等本格或新本格派作者，雖然本格推理在文善創作《逆向誘拐》時已經處於非主流的狀態，但她仍傾向以本格派風格來撰寫小說。同時，文參考了島田莊司提出的「廿一世紀本格」，利用新科技的原理結合社會性的現象來創作詭計，亦以雙偵探作為敘事主軸，雙線同步查案，而非單純承襲傳統的本格推理。

## 主題
《逆向誘拐》透過虛構的商業犯罪情節配搭真實的經濟環境和金融術語，帶出作者文善對現今金融界盲目樂觀地看待資本主義的批評。故事中的綁架案是建基於泡沫經濟，由於科技公司投資者持有的標的資產並非股權而是科研成果，透過該公司的個別研究計劃獲利。這種回溯性的「科研證券」與石小儒犯罪計劃中的「惡作劇證券」本質上相同，猶如同層遞式的龐氏騙局，石亦以「一個騙局從另一個騙局賺取好處」來形容她的綁架計劃，批評金融業實際上是從無知者身上獲取暴利的行徑，並否定金融體系的正當性。同時，文亦批評金融業界存在的「這次不一樣」心態，只會樂觀地著重回報而無視風險。一旦負面消息曝光，普遍投資者的期待落空，就會造成骨牌連鎖效應，陷入泡沫爆破的危機，業界即使經歷金融海嘯後仍故態復萌。因此，小說亦借石的犯罪計劃指出目前金融機構盲目相信泡沫經濟的心態非常危險。
另一方面，小說亦花了不少篇幅探討新科技和動員力。文善以反烏托邦的角度來看待未來虛擬世界。小說透過故事中出現的三種證券，帶出了未來以社交媒體機制為主導的網絡生態。同時，身為愉快犯的石小儒亦象徵為求樂趣而利用網路匿名性做出不負責任行為的不法之徒，帶出人類因輕視網路活動所帶來的嚴重性而容易隨波逐流，新興科技與其帶來的行為傾向也可以被不法之徒或民粹主義政治等所操縱，反映了在科技革命中龐大動員力的可能性和危險性。

## 出版與翻譯
《逆向誘拐》在奪得島田莊司推理小說獎首獎後獲得實體出版的機會，於2013年9月6日由皇冠文化在台灣出版，並由其中兩位評審、日本推理小說家島田莊司和台灣影評人景翔分別撰寫書末講評和推薦序。該作隨後亦分別於2017年8月和2019年翻譯成日文版和韓文版，其中日文版由推理小說評論家稻村文吾翻譯，文藝春秋代理出版；而韓文版由思德影業的鄭世京（정세경）翻譯。

## 評價
《逆向誘拐》大致獲得正面評價，主要在情節鋪排、主題和寫作風格方面備受褒揚，並曾奪得島田莊司推理小說獎首獎和被翻譯成外語版本在亞洲地區出售。
在情節方面，日本推理小說名筆島田莊司形容小說的佈局前衛，將一般被認為是用在人身上的「綁架」套用到抽象的機密資料，卻又在尾段出現轉折，揭示綁架對象實際上仍是人類。然而，他指該作的寫作手法過份依賴讀者對新興科技的陌生，令小說中後期出現多段冗長的說明，拉垮了緊張感。文學評論家陳廣隆則讚揚小說重視推理過程，而且氣氛硬派和嚴肅，但批評故事的節奏過慢且有太多晦澀的術語。台灣作家寵物先生亦讚揚小說形塑的「全新型態綁架犯罪」，並指出這種在典型推理題材注入「非典型」的寫法令人印象深刻。
在主題方面，香港作家陳浩基認為《逆》的取材創新，故事中不但沒有任何死傷，更選用了在推理小說較為罕見的商業題材作為背景。評論家譚劍讚揚小說能夠側面描寫出移民眾生相，例如要在職場上與其他不同族裔的外國同事相處和面對與香港不同的生活型態所要作出的調節，以一個獨特的角度探討港人移民問題。評論家冒業則指小說具有啟發性，在緊湊的推理情節中點出了現今社會將要面對的隱憂，包括在資本主義下的經濟泡沫和社交媒體對人類生活的影響，能引起讀者反思。而香港都會大學人文社會科學助理教授盧敏芝則讚揚小說充滿女性主義色彩，故事中的女角色以堅強和聰穎的形象在職場打拼，擺脫了傳統推理小說中的性別定型。
而在寫作風格方面，日本推理評論家稻村文吾讚揚《逆》很有意識地配合了島田莊司提出的廿一世紀本格理論，以引入最新科學作為「驚奇裝置」，建構出具有幻想性的謎團。

## 衍生作品

### 小說
2018年，文善於《皇冠雜誌》第778期上連載前傳短篇小說《逆向大盜》，講述女主角石小儒大學時期憑藉金融知識在學校經營非法生意謀利的故事。
2022年，文善出版了續作《逆向童謠》，同樣由皇冠文化發行。故事以行動支付和虛擬交易為主題，講述一名報社編輯遇上一系列與加密貨幣相關的離奇罪案，而前作主角石小儒以報社股東委託的營運調查員身份再度登場。寵物先生讚揚該小說沿用了《逆向誘拐》的敘事風格，但佈局比更勝前作。

### 改編電影
《逆向誘拐》於2018年被改編成同名電影，並在同年11月8日於香港上映，由黃浩然執導，陳詠燊編劇。由於文善很喜歡黃浩然執導的電影《點對點》，她要求共同朋友譚劍介紹二人認識，並趁黃到底特律出差時送了他一本《逆向誘拐》。黃看完後非常喜歡，且萌生了改編成電影的念頭，遂買下版權並參加香港亞洲電影投資會。黃對原著的背景設定作出了不少改動，例如將故事背景由多倫多改成香港。《逆》的兩名主角植嶝仁和石小儒分別由吳肇軒和蘇麗珊飾演，刑偵探唐輔則由邵仲衡飾演，其他原著角色包括約翰、牧野、艾蓮、朗奴、亞雪妮和卡洛斯，分別由王敏德、朱鑑然、張雪芹、楊秉基、蔣祖曼和葛民輝飾演。該作的整體口碑不佳，而且票房失利，主要批評劇情安排、整體節奏和演員的表現，但劇本中的政治暗喻則仍獲讚譽。該作亦於翌年的第38屆香港電影金像獎獲得最佳剪接提名。

## 影響

### 文化影響
《逆向誘拐》為文善的代表作，並在獲得島田莊司推理小說獎首獎後使她一舉成名，成為香港推理小說界的領軍人物和少數的知名女性推理小說作家，亦使她獲邀成為台灣推理作家協會海外會員和參與創作香港推理小說合集《偵探冰室》。不少新進推理作家，例如曾入圍第20屆台灣推理作家協會徵文獎的馬丹尼和紀昭君，亦均曾表示《逆》是其啟蒙作品之一:200-201。
此外，《逆向誘拐》亦是少數被翻拍成電影的香港小說:109，文化評論人馮家明讚揚《逆》為素來不重視改編的香港電影界帶來革新:109；而陳廣隆亦以「失敗的試驗」來形容《逆》的改編電影，讚揚劇組改編劇本時在加入本土意識等方面作出了以往港產片較為罕見的新嘗試。

### 政治預言
《逆向誘拐》中有不少對政治階級流動和社會運動的描述和想像，澳門作家蕭家怡曾引用《逆》的情節來形容雨傘運動的參與者，亦有部份橋段被指在2019年的反對逃犯條例修訂草案運動中實現。應用社會科學學者鄒崇銘指出《逆向誘拐》對於未來的想像在近年的政治運動中已經實現:464，例如故事中以CHOK等網路平台進行動員，與2014年西班牙我們可以黨的成立和2019年反對逃犯條例修訂草案運動中示威者利用連登討論區和Telegram群組號召和動員的方式相似:420-422；而小說中反映的後物質主義和權力集中在老一代而造成社會階級矛盾亦與香港類近。CHOK和反修例運動期間的網路動員均是利用科技監督和抗衡現存體制，以及以匿名和沒有主導者的情況下實現直接民主和醞釀集體行動共識:418-419, 463-464。鄒亦將小說中的網絡平台與黃色經濟圈的概念比較，指出在消費者傾向依賴網路來購物和獲取資訊的時代中，虛擬網路平台能對傳統資本主義的運作模式帶來變革。因此他評論指《逆》中的政治預言已在反修例運動中實現。文化評論人馮家明亦指《逆》是一個科技革命寓言，描述社運人士透過科技解放不公義的世界，令社會真正上下流動，該理念與部份香港社運人士主張的「和理非非」相似:113-114。然而，《逆》中對未來政治願景的描述亦有惹來質疑。時事評論人蔡子強批評《逆》對政治環境的構思過於理想化，實際上能掌握最新科技和大數據的仍會是掌權者而非普通市民，不可能以此方式監督甚或撼動權力機構。事實查核實驗室編輯鄭家榆則同意社交媒體能在現今社會具備動員作用，然而網路上仍存在不少問題，例如充斥著網路白目和迴聲室效應等，難以在現實運作。

## 奬項
| 年度   | 獎項                    | 結果 | 註     |
| ------ | ----------------------- | ---- | ------ |
| 2013年 | 第3屆島田莊司推理小說獎 | 獲獎 | [ 56 ] |

## 註腳
1. ↑  全稱為「Continuous Harmonization of Kinetics」[2]。